# Marañónmyrtörnskata
Marañónmyrtörnskata (Thamnophilus shumbae) är en nyligen urskild fågelart i familjen myrfåglar inom ordningen tättingar.

## Utbredning och systematik
Fågeln förekommer endast i nordcentrala Peru. Den kategoriserades tidigare som underart till tumbesmyrtörnskata (Thamnophilus bernardi) men urskiljs sedan 2016 som egen art av Birdlife International och IUCN, sedan 2025 även av AviList.

## Status
Internationella naturvårdsunionen IUCN kategoriserar den som sårbar.